# Синди Херон
Синтија Ен Херон, познатија као Синди Херон (Сан Франциско, 26. септембар 1961) америчка је кантауторка, модел и глумица.  Најпознатија је као једна од оснивачица ритам и блуз групе En Vogue, једне од најпознатијих женских музичких група на свету.  Певала је главне вокале у групи на првом синглу који носи назив Hold On, који је доживео комерцијални успех и продат је у више од милион примерака. Упркос томе што су током одређених периода били одсутни из групе, Херон и њен колега из групе Тери Елис једини су оригинални чланови који су се појавили на свим досадашњим издањима албума групе. Осамдесетих година Херон је започела каријеру као глумица, појавивши се у америчкој ТВ серији Up and Coming у улози Валери.
Имала је улоге у популарним ТВ серијама као што су Amen и Full House. Имала је споредну улогу у филму Johnnie Mae Gibson: FBI из 1986. године и Wally and the Valentines где је глумила Роксен Валетин. Током каријере, Херон је продала преко 20 милиона плоча са својим бендом. Њен рад донео јој је неколико награда и номинација, укључујући две Америчке музичке награде, Билброд музичку награду, седам МТВ Видео музичких награда, четири Соул треин музичких награда и шест номинација за Греми награду.

## Биографија
Рођена је 26. септембра 1961. године у Сан Франциску, Калифорнија. Отац јој је био афроамериканац, а мајка швајцарско-немаког порекла. Музичку каријеру започела је на кабаре сцени у Сан Франциску током осамдесетих година. Такође је била вокалиста за локалне музичаре Сан Франциска.
Удала се за Глема Брегса, бившег играча бејзбола у јуну 1993. године. Заједно имају четворо деце, Донована Ендруа (1994), Џордана, Натали и Соломона.
Њен глас окарактерисан је као класични сопран. Поседује опсег гласа од две октаве, а певала је и други сопран, па чак и ниже хармоније.

## Каријера
Херон је представљена у магазину Џет у издању 13. јануара 1980. године. Проглашена је за Мис Сан Франциска 1986. године и пласирала се на друго месту такмичења за мис Калифорније 1986. године. Била је мис Калифорније црне расе. Херрон је такође радио као глумица, почевши од 1980. када је имала улогу у ТВ серији Up and Coming. Појавила се и у епизодама серије Amen и Full House. Касније се појавила у филмовима као што су Ђус, Бетмен заувек и Лекси.  Године 2007. глумила је Дину Џоунс у сценској верзији Dreamgirls.
Године 1988. Херрон је заједно са Даn Робинсонom и Макине Џоунс изабрана за трочлану женску групу продуцената Дензила Фостера и Томаса Мекелора. Након додавања Терија Елиса у састав, група је постала квартет и изабрала је име En Vogue. Херон је певала главне вокале на првом синглу групе, под називом Hold On, који се нашао на другом месту листе Билборд хот 100, продат је у преко милион примерама, а награђен је платинстастим сертификатом од стране Америчког удружења дискографских кућа. Касније исте године, група је објавила свој деби албум под називом Born to Sing, који је добио платинасти сертификат. Херон је такође певала главне вокале у сингловима Lies и You Don't Have to Worry, које су се нашле на првом месту Билбордове листе Хип хоп ритам и блуз и Хип хоп песме. Херон је са групом објавила други студијски албум под називом Funky Divas, 1992. године, који је продат у преко 3,5 милиона примерака у Сједињеним Америчким Државама. Херон је певала главне вокале на албумској песми Free Your Mind, која је освојила две МТВ Видео музичке награде за Најбољи ритам и блуз видео и Највољи денс видео. En Vogue објавила је ЕП 1993. године под називом Runaway Love.
Године 1994. Херон је отишла на породиљско и привремено напустила групу. Због свог кратког одсуства из групе, Херон није снимила сингл Freedom. Године 1996. En Vogue снимио је песму Don't Let Go (Love) са Херон, а она је представљена на звучној платформи Set It Off. Објављена је на јесен 1994. године и до данас је највећи хит ове групе, ка био је на првом месту на свету на многим музичким листама. Сингл је продат у преко 1,8 милиона примерака широм света, а од стране Америчког удружења дискографских кућа додељен му је платинасти сертификат. Као одговор на велики комерцијални успех песме Don't Let Go (Love),  група је чврсто кренула у рад на свом трећем албуму. Како се албум ближио крају, Робинсон је одлучио да напусти групу у априлу 1997. године након што су тешки уговорни преговори зашли у пат позицију. Крајњим резултатом En Vogue је поново снимио свој трећи албум, овај пут са Синди на водећим вокалима. У јуну 1997. године група је објавила свој трећи студијски албум под називом EV3 и он је добио платинасти сертификат од стране Америчког удружења дискографских кућа. Наредних година Херон је наставила да снима са својом групом и објавили су албуме Masterpiece Theatre (2000), The Gift of Christmas (2002) и Soul Flower (2004). Након издавања албума Soul Flower, Херон је изабрала да не путује са бендом током другог дела 2004. године, јер је опет била на породиљском одсуству, али се вратила групи следеће године.
Године 2012. Херон и њен колега Тери Елис тужили су бившу чланицу Максин Џоунс, тражећи милион долара због неовлашћене употребе имена, мада је на крају утврђено да је захтев за накнаду штете без основа, јер Херон и Елис нису могли показати штету нанесену компанији. Судија је ипак одлучио да Херони и Елису додели пуна права под иеном En Vogue. У јулу 2014. године Херон је потписала уговор са издавачком кућом Pyramid Records заједно са Елисом и Рона Бенетом. У новембру 2014. године, бенд је објавио ЕП An En Vogue Christmas. У фебруару 2015. године Rufftown Entertainment поднео је тужбу против бенда, због кршњеа уговора.

## Филмографија

### Филм
| Година | Оригинални назив              | Српски језик         | Улога              |
| ------ | ----------------------------- | -------------------- | ------------------ |
| 1986.  | Johnnie Mae Gibson: FBI       |                      | Глорија Повел      |
| 1989.  | Wally and the Valentines      |                      | Роксен Валетин     |
| 1992.  | Juice                         |                      | Јоланда            |
| 1995.  | Tank Girl                     | Девојка тенк         | модел              |
| 1995.  | Batman Forever                | Бетмен заувек        | девојка на ћошку 3 |
| 2001.  | Deadly Rhapsody               |                      | Синди              |
| 2004.  | If Love Hadn't Left Me Lonely |                      | Лекси              |
| 2012.  | A Fool and His Money          | Будала и његове паре | саму себе          |
| 2014   | The Next Dance                | Наредни плес         | госпоша Хамилтон   |
| 2014   | An En Vogue Christmas         |                      | саму себе          |

### Television
| Година | Оригинални назив                                | Српски језик                 | Улога              | Епизода                                              |
| ------ | ----------------------------------------------- | ---------------------------- | ------------------ | ---------------------------------------------------- |
| 1980.  | Up and Coming                                   |                              | Валери             | Pilot                                                |
| 1984.  | ABC Afterschool Special                         |                              | Бети               | The Hero Who Couldn't Read                           |
| 1984.  | Partners in Crime                               | Партнери у злочини           | Фан 1              | "Celebrity"                                          |
| 1988.  | Amen                                            |                              | Мери Ли Стел       | "Thelma's Handyman"                                  |
| 1989.  | Full House                                      |                              | Синди Данијелс     | "oey & Stacy and... Oh, Yeah, Jesse                  |
| 1992.  | The Royal Family                                | Британска краљевска породица | Торид Тери         | The Fame Game                                        |
| 1993.  | In Living Color                                 |                              | саму себе          | Stacy Koon's Police Academy                          |
| 1993.  | A Different World                               | Другачији свет               | Хоуп               | Mind Your Own Business                               |
| 1993.  | Roc                                             |                              | The Downtown Divas | епизода 3                                            |
| 1994.  | Sesame Street                                   | Улица Сезам                  | саму себе          | Sesame Street's 25th Birthday: A Musical Celebration |
| 1994.  | On Our Own                                      |                              | Шенон              | Matchmaker Mama                                      |
| 1994.  | A Family Affair                                 |                              |                    |                                                      |
| 1995.  | Girl Talk                                       | Девојке причају              |                    |                                                      |
| 1995.  | Sesame Street                                   | Улица Сезам                  | саму себе          | Elmopalooza                                          |
| 1997.  | The Wayans Bros.                                |                              | саму себе          | I Was En Vogue's Love Slave"                         |
| 1999.  | Malcolm & Eddie                                 |                              | Оливиа Симонс      | B.S I Love You                                       |
| 2000.  | Happily Ever After: Fairy Tales for Every Child |                              | лутка              | The Steadfast Tin Soldier                            |
| 2013.  | Basketball Wife                                 | Живот је баскет              | Е. Шерил Коупленд  | епизода 8                                            |

### Позориште
| Година | Назив      | Улога      | Напомена     |
| ------ | ---------- | ---------- | ------------ |
| 2007.  | Dreamgirls | Дина Џоунс | главна улога |